# Кора (приток Миньо)
Ко́ра (порт. Rio Coura) — река в Португалии, левый приток приустьевого участка реки Миньо, протекает по территории округа Виана-ду-Каштелу на севере страны. Один из основных левобережных притоков Миньо.
Длина реки составляет примерно 50 км. Площадь водосборного бассейна — 269 км².
Берёт начало в фрегезии Бику юго-восточнее посёлка Паредиш-ди-Кора и протекает по территории муниципалитетов Паредиш-ди-Кора, Вила-Нова-ди-Сервейра и Каминья. На реке построены плотины Коваш, Пауш, Пагаде.